# Maria Kowalska (sanitariuszka)
Maria Kowalska ps. Maryna (ur. 15 września 1924 w Warszawie, zm. 31 sierpnia 1944 tamże) – strzelec, sanitariuszka 3. kompanii „Giewonta” batalionu „Zośka”, powstaniec warszawski.

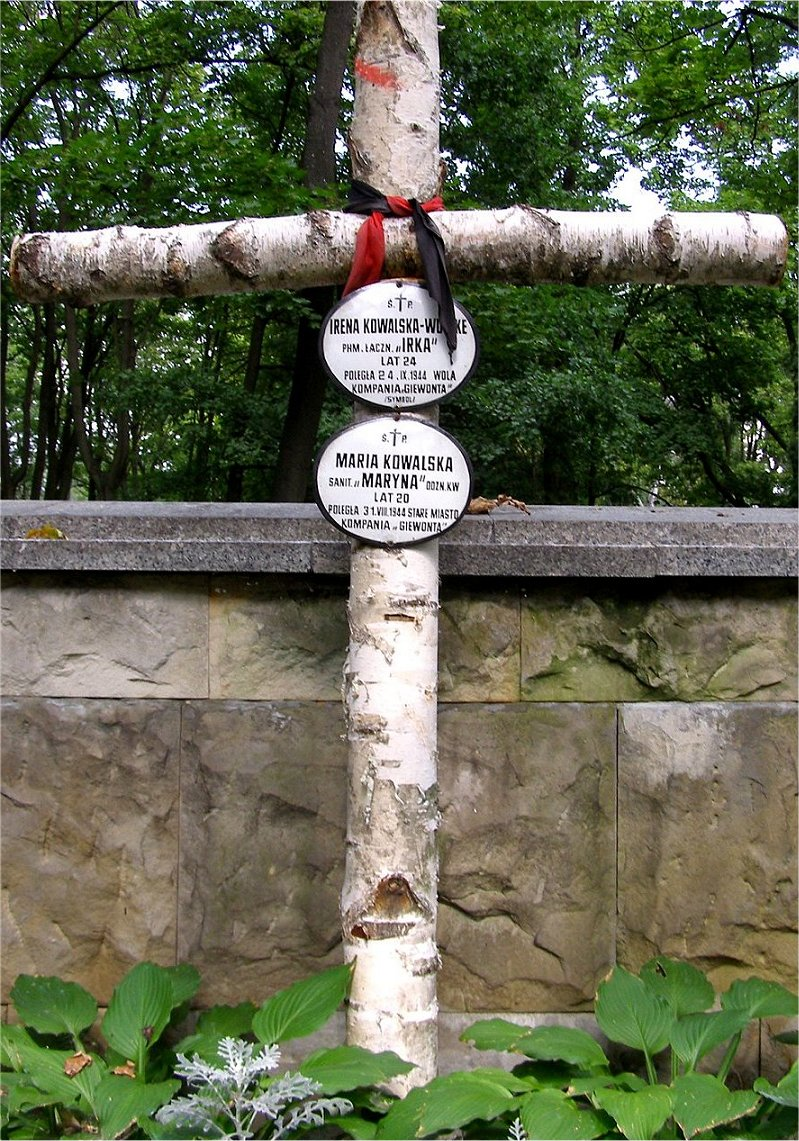
Mogiła na Powązkach

Córka Janiny z Benedeków Kowalskiej, absolwentki Instytutu Biologiczno-Botanicznego Uniwersytetu Lwowskiego i Henryka Kowalskiego, inżyniera teletechnika, pracownika Ministerstwa Poczt i Telegrafów. Młodsza siostra Ireny Kowalskiej-Wuttke, łączniczki 3. kompanii „Giewonta”.

Harcerka 14. Warszawskiej Żeńskiej Drużyny Harcerskiej, tzw. Błękitnej Czternastki. Studentka tajnej medycyny.
Podczas okupacji niemieckiej działała w konspiracji. Należała do Hufca Żoliborz nowych Grup Szturmowych.

Brała udział w powstaniu warszawskim jako sanitariuszka 3. kompanii „Giewonta” batalionu „Zośka”. Walczyła na Woli i Starym Mieście. 30 sierpnia została zasypana pod gruzami zbombardowanego domu przy ul. Zakroczymskiej 7. Cudem uratowana, trafiła do szpitala na ul. Długiej. Zmarła 31 sierpnia 1944 r.

Pochowana na Cmentarzu Wojskowym na Powązkach w kwaterze żołnierzy batalionu „Zośka” (kwatera A20-2-25).
Odznaczona Krzyżem Walecznych.
Patronka 131. Warszawskiej Drużyny Harcerek.